# Comèdia antiga
La Comèdia antiga (archaia) és el primer període de la comèdia grega, d'acord amb la divisió canònica dels gramàtics alexandrins. El personatge més important d'aquesta època és Aristòfanes; els seus treballs van definir el gènere amb la sàtira política punyent i l'abundància d'elements de caràcter sexual i escatològic. Aristòfanes va parodiar institucions i personalitats del seu temps, com es pot veure, per exemple, en el seu retrat de Sòcrates en Els núvols o en la seua farsa antibèl·lica Lisistrata. Amb tot, va ser un dels tants poetes còmics que es van trobar a l'Atenes de finals del segle cinquè aC, entre els quals hi havia els seus majors rivals, Hermip d'Atenes i Èupolis.
La Comèdia antiga va influenciar posteriorment altres escriptors europeus de la talla de Rabelais, Cervantes, Swift o Voltaire, en el sentit de camuflar protesta política entre la bufoneria. Amb aquest fil, podem veure les sàtires polítiques contemporànies de còmics com els Monty Python o Saturday Night Live.

## Història
La comèdia atenenca més matinera, compresa entre el 480 i el 440 aC, s'ha perdut gairebé completament. Els poetes més rellevants del període van ser Magnes, del qual només en resten uns pocs fragments de dubtosa autenticitat, i Cratí d'Atenes, que va obtenir el primer premi a les Grans Dionísies probablement cap al 450 aC i de qui no s'ha preservat cap obra sencera, si bé es coneixen vora 500 fragments.